# Formica criniventris
Formica criniventris es una especie de hormiga del género Formica, familia Formicidae. Fue descrita científicamente por Wheeler en 1912.
Se distribuye por los Estados Unidos. Se ha encontrado a elevaciones de hasta 2377 metros. Vive en microhábitats como rocas y jardines.